# Ufficio del lavoro della Sede Apostolica
L'Ufficio del lavoro della Sede Apostolica (U.L.S.A.)  è un organismo della Santa Sede.

## Storia
È stato istituito il 1º gennaio 1989 da papa Giovanni Paolo II con il Motu proprio "Nel primo anniversario". Con il Motu proprio del 1994 "La sollecitudine", lo stesso pontefice ha approvato lo Statuto modificato sulla base di quello "ad experimentum" stabilito nel 1989.
Successivamente, con Lettera apostolica sotto forma di Motu proprio "Venti anni or sono" datata 7 luglio 2009, papa Benedetto XVI ha approvato il nuovo statuto dell'ULSA.

## Descrizione
L'Ufficio del Lavoro della Sede Apostolica ha la funzione di contribuire alla realizzazione ed al consolidamento della comunità di lavoro; si occupa di coloro che sono già alle dipendenze della Curia romana, del Governatorato dello Stato della Città del Vaticano e degli Organismi o Enti gestiti amministrativamente, in modo diretto, dalla Sede Apostolica.  
All'ULSA spetta il compito particolare della formazione professionale del personale della Sede Apostolica, favorendo una più chiara coscienza che il servizio deve essere prestato da tutti coloro che collaborano con il Papa al servizio della Chiesa universale come una missione ecclesiale.
È formato da una Presidenza, da un Consiglio, da una Direzione e da un Collegio di Conciliazione e Arbitrato.

## Cronotassi

### Presidenti
- Cardinale Jan Pieter Schotte † (14 aprile 1989 - 10 gennaio 2005 deceduto)
- Cardinale Francesco Marchisano † (5 febbraio 2005 - 3 luglio 2009 ritirato)
- Vescovo Giorgio Corbellini † (3 luglio 2009 - 13 novembre 2019 deceduto)
- Monsignore Alejandro Wilfredo Bunge (1º ottobre 2020 - 26 gennaio 2022 cessato)
- Vescovo Giuseppe Sciacca (26 gennaio 2022 - 31 gennaio 2025 cessato)
- Monsignore Marco Sprizzi, dal 31 gennaio 2025

### Vicepresidenti
- Arcivescovo Giovanni De Andrea † (26 agosto 1989 - 13 ottobre 2007 ritirato)
- Vescovo Franco Croci † (13 ottobre 2007 - 1º gennaio 2010 ritirato)

### Direttori
- Dott. Ing. Giò Maria Poles † (14 aprile 1989 - 14 gennaio 2008 deceduto)
- Dott. Massimo Bufacchi (7 giugno 2008 - 20 luglio 2015 dimesso)
- Avv. Salvatore Vecchio (20 luglio 2015 - 20 luglio 2020 cessato)
- Prof. Pasquale Passalacqua, dal 1º ottobre 2020